# Andre Wellington
Andre Wellington (ur. 12 października 1986) – jamajski lekkoatleta, sprinter.

## Osiągnięcia
| Rok  | Impreza                     | Miejsce  | Konkurencja        | Lokata     | Wynik |
| ---- | --------------------------- | -------- | ------------------ | ---------- | ----- |
| 2004 | Mistrzostwa świata juniorów | Grosseto | Sztafeta 4 x 100 m | 2. miejsce | 39,27 |

Medalista Carifta Games a także mistrzostw Ameryki Środkowej i Karaibów juniorów. W 2003 reprezentował Jamajkę podczas mistrzostw świata juniorów młodszych: zajął 5. miejsce w półfinale biegu na 100 metrów (z czasem 10,77) i odpadł z dalszej rywalizacji. Niepowodzeniem zakończył się także jego start w sztafecie szwedzkiej – jamajska sztafeta (w składzie Remaldo Rose, Wellington, Michael Gardener, Usain Bolt) została zdyskwalifikowana w biegu eliminacyjnym.

## Rekordy życiowe
- bieg na 100 m – 10,37 (2007)
- bieg na 200 m – 21,24 (2010)